# Jamal Amofa
Jamal Amofa (Amsterdam, 25 november 1998) is een Nederlands voetballer van Ghanese afkomst die als verdediger voor Go Ahead Eagles speelt.

## Carrière

### ADO Den Haag
Jamal Amofa speelde in de jeugd van SV Bijlmer, AVV Zeeburgia, AFC, AZ, weer AFC en sc Heerenveen. In 2018 vertrok hij naar ADO Den Haag, waar hij bij Jong ADO Den Haag aansloot. In 2020 tekende hij zijn eerste contract en maakte hij de overstap naar het eerste elftal. Hij debuteerde voor ADO in de Eredivisie op 13 september 2020, in de met 2-0 verloren uitwedstrijd tegen Heracles Almelo. Hij kwam in de 74e minuut in het veld voor Jonas Arweiler. Na de degradatie in 2021 was Amofa een divisie lager onbetwist basisspeler. Hij miste slechts drie wedstrijden dat seizoen en kwam tot 41 wedstrijden, waaronder al de zes play-off wedstrijden om promotie. In de finale tegen Excelsior stond ADO tot de 77'ste minuut met 3-0 voor, maar door een ongekende comeback werden het uiteindelijk verlenging, waaronder beide teams nog een keer scoorde. Het stond na 120 minuten dus 4-4 en dus kwamen er penalty's. Slechts Raphaël Eyongo van Excelsior en Dhoraso Moreo Klas van ADO hadden gemist toen Amofa als achttiende een penalty moest nemen. Hij miste, waardoor Excelsior promoveerde. Amofa zag zijn contract bij ADO vervolgens aflopen.

### Go Ahead Eagles
In de zomer van 2022 sloot de transfervrije Amofa zich aan bij Go Ahead Eagles, dat wel in de Eredivisie speelde. Hij maakte in de seizoensopener tegen AZ zijn debuut voor Go Ahead, waar hij meteen basisspeler was.

### Statistieken
| Seizoen                       | Club            | Competitie     | Competitie | Competitie | Beker | Beker | Overig | Overig | Totaal | Totaal |
| Seizoen                       | Club            | Competitie     | Wed.       | Dlp.       | Wed.  | Dlp.  | Wed.   | Dlp.   | Wed.   | Dlp.   |
| ----------------------------- | --------------- | -------------- | ---------- | ---------- | ----- | ----- | ------ | ------ | ------ | ------ |
| 2020/21                       | ADO Den Haag    | Eredivisie     | 6          | 0          | 2     | 0     | 0      | 0      | 8      | 0      |
| 2021/22                       | ADO Den Haag    | Eerste divisie | 35         | 0          | 3     | 0     | 6      | 0      | 44     | 0      |
| 2022/23                       | Go Ahead Eagles | Eredivisie     | 14         | 0          | 0     | 0     | 0      | 0      | 14     | 0      |
| Carrièretotaal                | Carrièretotaal  | Carrièretotaal | 55         | 0          | 5     | 0     | 6      | 0      | 66     | 0      |
| Bijgewerkt op 6 november 2022 |                 |                |            |            |       |       |        |        |        |        |

## Veroordeling
Op 10 december 2024 werd bekend dat Amofa veroordeeld is voor de mishandeling van zijn partner eerder in datzelfde jaar. Amofa kreeg een taakstraf van honderd uur, waarvan veertig uur voorwaardelijk opgelegd.